# Canonstown
Canonstown – osada w Anglii, w Kornwalii. Leży 8 km na północny wschód od miasta Penzance i 404 km na zachód od Londynu.